# Млада Босна
Млада Босна (босн. Mlada Bosna) — Молодая Босния — сербско-боснийская революционная террористическая организация, боровшаяся в 1912—1914 годах за присоединение Боснии и Герцеговины к Великой Сербии.

## История
В 1878 году Босния и Герцеговина была оккупирована Австро-Венгрией. В 1912 году для освобождения Боснии и Герцеговины от оккупации и объединения с Сербией была создана организация «Млада Босна». Своё название организация заимствовала у итальянской революционной подпольной организации «Молодая Италия», основанной Джузеппе Мадзини. Лидером «Млада Босна» был Владимир Гачинович (1890—1917).
Приход к власти в Сербии популярной династии Карагеоргиевичей в результате организованного в 1903 году сербской армией переворота позволил усилить политическую борьбу сербов и южных славян за их объединение в единое государство под властью Белграда. Поддержка революционного югославизма в Боснии усилилась с подъёмом деятельности «сербохорватской прогрессивной организации», основанной в 1911 году, которая вовлекла в движение многих  сербов, а также хорватов и некоторых мусульман. Члены организации «Млада Босна» поддерживали связь с сербским правительством и сотрудничали с членами «Чёрной Руки» — тайной организацией, зародившейся в сербской армии.  Различие между «Молодой Боснией» и «Чёрной рукой» состояло в том, что первая придерживалась республиканских и атеистических идей и стремилась объединить балканские народы под эгидой атеистического «южнославянства», а в последнюю входили сторонники авторитарного и клерикального мировоззрения, стремящиеся создать великое пансербское государство.
Членом этой организации некоторое время был Голубич, Мустафа.

### Убийство эрцгерцога Австрийского
Рано утром  28 июня 1914 года шесть террористов организации «Млада Босна» во главе с Данилом Иличем и Гаврилой Принципом, вооруженные револьверами и бомбами, подготовили убийство эрцгерцога Австро-Венгрии Франца Фердинанда.  Бомба, брошенная Неделько Чабриновичем, не навредила наследнику австро-венгерского престола, но Гаврила Принцип дождался возвращения эрцгерцога из дворца и около 11 часов утра сразил Франца Фердинанда и его жену Софью Гогенберг выстрелами в упор.
Это убийство стало формальным поводом для начала Первой мировой войны.
После убийства Франца Фердинанда организацию запретили и она распалась.

## Состав
Владимир Гачинович (серб. Владимир Владо Гаћиновић) - лидер организации (1890 - 1917)
Данило Илич (серб. кир. Данило Илић) - лидер организации (1890 - 1915)
Принцип Гаврило - лидер организации (1894 - 1918)
Неделько Чабринович - участник организации (1895 - 1916)
Трифко (Трифун) Грабеж - участник организации (1895 - 1916)
Мишко Йованович - участник организации (1878 - 1915)
Васо Чубрилович - участник организации (1897 - 1990)
Никола Принцип - участник организации, младший брат (?) Гаврилы
Мустафа Голубич - бывший участник организации (1889 - 1941)
И ещё примерно 11 неизвестных участников.